# Marc Flur
Marc Flur (Poughkeepsie, 8 giugno 1962) è un ex tennista statunitense.

## Carriera
In carriera ha raggiunto una finale nel doppio al Livingston Open nel 1988, in coppia con il connazionale Sammy Giammalva, Jr.. Nei tornei del Grande Slam ha ottenuto il suo miglior risultato raggiungendo il terzo turno nel doppio agli US Open nel 1988.

## Statistiche

### Doppio

#### Finali perse (1)
| Numero | Anno           | Torneo                      | Superficie | Compagno             | Avversari in finale           | Punteggio     |
| 1.     | 21 agosto 1988 | Livingston Open, Livingston | Cemento    | Sammy Giammalva, Jr. | Grant Connell Glenn Michibata | 6-2, 4-6, 5-7 |